# Arnaud Prétot
Pour les articles homonymes, voir Prétot.
Arnaud Prétot, né le 16 août 1971 à Besançon, est un coureur cycliste français. Professionnel de 1994 à 2002, il a notamment été troisième du championnat de France sur route en 2001. Il a participé à deux Tours de France et s'est classé deuxième d'une étape de l'édition 2001 à Anvers, derrière Marc Wauters.

## Palmarès

### Palmarès amateur
- 1990
  - une étape du Tour de Franche-Comté
- 1991
  - Critérium du Printemps
- 1992
  -  Champion du monde du contre-la-montre par équipes militaires
- 1993
  - étape du Tour de Franche-Comté
  - Grand Prix de Ploegsteert
- 1994
  - Troyes-Dijon
  - Champion de Franche-Comté Élite
  - Colmar-Strasbourg
  - Grand Prix de la ville de Nancy
  - 2e du Critérium du Printemps
  - 2e du Tour Nord-Isère
  - 2e du Tour de Franche-Comté
  - 2e du Tour du Loiret
  - 2e de Bourg-Oyonnax-Bourg
  - 2e de la Classique Belfort Besançon

### Palmarès professionnel
- 1995
  -  Champion de France du contre-la-montre par équipes (avec Cédric Vasseur, Nicolas Aubier et Pascal Deramé)
  - 1re étape du Tour du Poitou-Charentes
  - 2e du Tour du Poitou-Charentes
- 1996
  - 1re étape du Tour du Poitou-Charentes
- 1997
  - 3e du Tour de Bavière
- 1998
  - 2e de Paris-Camembert
- 2000
  - 4e étape de l'Étoile de Bessèges (contre-la-montre par équipes)
- 2001
  - 3e du championnat de France sur route

## Résultats sur les grands tours

### Tour de France
2 participations
- 1997 : 105e
- 2001 : abandon (7e étape)

### Tour d'Espagne
1 participation
- 1995 : 81e